# Singapur en los Juegos Paralímpicos de Sídney 2000
Singapur estuvo representado en los Juegos Paralímpicos de Sídney 2000 por tres deportistas, dos mujeres y un hombre. El equipo paralímpico singapurense no obtuvo ninguna medalla en estos Juegos.